# Osorkon III
Osorkon III – faraon, władca starożytnego Egiptu z XXIII dynastii libijskiej, z czasów Trzeciego Okresu Przejściowego. Był prawdopodobnie synem Szeszonka IV i Karomy IV. 

## Życiorys
Prawdopodobnie przed osiągnięciem władzy królewskiej, przez około 10 lat pełnił funkcję wielkiego kapłana Amona. Świadczyć może o tym zapis na steli, odkrytej 1982 roku w Akoris, na której Osorkon nazwany jest arcykapłanem Amona. Początek jego panowania, według różnych ocen, datuje się na lata pomiędzy 790 p.n.e., a 787 p.n.e. Trudność z jego ustaleniem komplikuje fakt, że Osorkon po pokonaniu rywali i opanowaniu Teb, nie od razu ogłosił się faraonem. Uczynił to dopiero po ostatecznym pokonaniu stronników Padibasteta, datując ten fakt na 39. rok panowania Szeszonka III. Jego pierwszą żoną została Tentsai, ze związku z którą narodzili się dwaj jego synowie, kolejni następcy: Takelot III i Rudżamon. Druga jego żona - Karoaczet była natomiast matką Szepenupet I, która w przyszłości została boską małżonką Amona.
Jego władzę w Leontopolis uznawali, sąsiadujący wodzowie Ma z Mendes. W Herakleopolis po usunięciu władców, spowinowaconych z XXII dynastią, panujących w czasach Szeszonka V zapewne z jego nadania, osadził Osorkon swego syna Takelota, który oprócz władzy świeckiej, sprawował również funkcję arcykapłana Amona. W Hermopolis, również za sprawą Osorkona, władzę objął Nimlot. 
Jedną z bardziej znaczących budowli wzniesionych przez Osorkona jest kaplica Ozyrysa - Pana Wieczności (egip. Heka-dżed) zbudowana w Karnaku, jak się wydaje pod znaczącym wpływem córki Szepenupet I, która w tym czasie sprawowała już funkcję Boskiej małżonki Amona, a w czasach syna i następcy Osorkona - Takelota III dzieliła z nim faktyczną władzę królewską w Tebaidzie. 
Około roku 765/764 p.n.e. Osorkon powołał do współrządów swego syna Takelota. Była to ostatnia, poświadczona koregencja w dziejach starożytnego Egiptu, rządzonego przez władców pochodzenia rdzennie egipskiego oraz władców wywodzących się z terenów odwiecznie wchodzących w skład państwa faraonów .
Osorkon III zmarł prawdopodobnie w wieku przekraczającym osiemdziesiąt lat, a miejsca jego pochówku oraz mumii, jak dotąd nie udało się odnaleźć.

## Tytulatura
| G5 |

| G5 |

| E2 · D40 | N28 | G17 | R19 |

| E2 · D40 | N28 | G17 | R19 |

| E2 · D40 | N28 | G17 | R19 |

| E2 · D40 | N28 | G17 | R19 |

| G5 |

| G5 |

| E2 · D40 | N28 | G17 | R19 |

| E2 · D40 | N28 | G17 | R19 |

| E2 · D40 | N28 | G17 | R19 |

| E2 · D40 | N28 | G17 | R19 |

| M23 · X1 | L2 · X1 |

| M23 · X1 | L2 · X1 |

| N5 | F12 | C10 | M17 | Y5 · N35 | U21 · N35 |

| N5 | F12 | C10 | M17 | Y5 · N35 | U21 · N35 |

| N5 | F12 | C10 | M17 | Y5 · N35 | U21 · N35 |

| N5 | F12 | C10 | M17 | Y5 · N35 | U21 · N35 |

| M23 · X1 | L2 · X1 |

| M23 · X1 | L2 · X1 |

| N5 | F12 | C10 | M17 | Y5 · N35 | U21 · N35 |

| N5 | F12 | C10 | M17 | Y5 · N35 | U21 · N35 |

| N5 | F12 | C10 | M17 | Y5 · N35 | U21 · N35 |

| N5 | F12 | C10 | M17 | Y5 · N35 | U21 · N35 |

| G39 | N5 |

| G39 | N5 |

| M17 | Y5 · N35 | U6 | H8 | Z1 | Q1 | V4 | Aa18 | M17 | D21 · V31 · N35 |

| M17 | Y5 · N35 | U6 | H8 | Z1 | Q1 | V4 | Aa18 | M17 | D21 · V31 · N35 |

| M17 | Y5 · N35 | U6 | H8 | Z1 | Q1 | V4 | Aa18 | M17 | D21 · V31 · N35 |

| M17 | Y5 · N35 | U6 | H8 | Z1 | Q1 | V4 | Aa18 | M17 | D21 · V31 · N35 |

| G39 | N5 |

| G39 | N5 |

| M17 | Y5 · N35 | U6 | H8 | Z1 | Q1 | V4 | Aa18 | M17 | D21 · V31 · N35 |

| M17 | Y5 · N35 | U6 | H8 | Z1 | Q1 | V4 | Aa18 | M17 | D21 · V31 · N35 |

| M17 | Y5 · N35 | U6 | H8 | Z1 | Q1 | V4 | Aa18 | M17 | D21 · V31 · N35 |

| M17 | Y5 · N35 | U6 | H8 | Z1 | Q1 | V4 | Aa18 | M17 | D21 · V31 · N35 |

Poza wymienionymi znane są także inne imiona Osorkona, jak również warianty zapisu nomen i prenomen.